# إدوارد س. تورنر
إدوارد س. تورنر (بالإنجليزية: Edward C. Turner)‏ هو محامي وقاضي أمريكي، ولد في 26 مارس 1872 في كولومبوس في الولايات المتحدة، وتوفي بنفس المكان في 13 سبتمبر 1950 بسبب سكتة.